# Василишин, Иван Павлович
Иван Павлович Василишин (укр. Іван Павлович Василишин; род. 1934) — советский и украинский спортсмен, тренер и педагог; Мастер спорта СССР (1963), Заслуженный тренер Украинской ССР (1987), судья международной категории (1995).

## Биография
Родился 26 декабря 1934 года в селе Германовка (ныне — Тарасовка, Львовская область, Украина).
В 1962 году окончил Львовский институт физической культуры.
Занимаясь тяжелой атлетикой, в 1963 году стал мастером спорта. После окончания спортивной карьеры, стал тренером. Работал старшим тренером в ДСО «Локомотив» (Львов) в 1964—1976 годах. Был главным тренером сборной команды Украинской ССР и Украины в 1991—1992 годах. Подготовил 9 мастеров спорту международного класса и 80 мастеров спорта Украины. Среди его учеников — В. Жабокрицкий, Ю. Юрченко, Г. Юркевич, А. Оганян, А. Левандовский, А. Козловский, Г. Хоменко, А. Бутенко, А. Гентош.
С 1977 года работал преподавателем во Львовском институте физкультуры (доцент с 1991 года). В 1993—2001 годах Василишин был председателем Федерации тяжелой атлетики Львовской области.
Был награждён медалью Министерства образования Украины «За отличные успехи в работе» и медалью НОК Украины "За весомый вклад в олимпийское движение.